# Philippe Boënnec
Philippe Boënnec, né le 21 avril 1951 à Nantes (Loire-Atlantique), est un médecin et homme politique français. Il est membre de l'UMP.

## Biographie
Obtenant son doctorat à la faculté de médecine de Nantes, Philippe Boënnec exerce la médecine.
Premier adjoint au maire de Pornic à partir de 1983, il devient maire le 24 janvier 1993, succédant à Gilbert Pollono, démissionnaire pour raison de santé. Il devient président du conseil de surveillance de l'hôpital intercommunal du pays de Retz et de la FHF Pays de la Loire.
Il est élu pour la première fois à l'Assemblée Nationale le 17 juin 2007 dans la 9e circonscription de la Loire-Atlantique, où il succède à Pierre Heriaud (député sortant) en obtenant 53 % des voix face à Monique Rabin (PS). Il fait partie du groupe UMP.
À la suite de son élection comme député, il doit choisir entre ses mandats de conseiller municipal d'une ville de plus de 3 500 habitants et de conseiller général en raison de la loi sur le cumul des mandats. Philippe Boënnec a donc démissionné du conseil général de la Loire-Atlantique.
Député sortant lors des élections législatives du 17 juin 2012, pendant lesquelles il fait appel au soutien du Front national et assimilé le mariage homosexuel à « une société décadente »,,,, Philippe Boënnec est battu dans la 9e circonscription de la Loire-Atlantique, où lui succède Monique Rabin (PS) qui obtient 53,26 % des voix au deuxième tour.
Il ne se représente pas lors des élections municipales de 2014 et abandonne alors ses derniers mandats électifs.

## Anciens mandats
- 1983-1993 : adjoint au maire de Pornic (Loire-Atlantique)
- 1993-2014 : maire de Pornic (Loire-Atlantique)
- 1998-2007 : membre du conseil général de la Loire-Atlantique
- 2001-2004 : vice-président du conseil général de la Loire-Atlantique, chargé des affaires sociales
- 2007-2012 : député de la 9e circonscription de la Loire-Atlantique
- 2002-2014 : président de la communauté de communes de Pornic

## Distinctions
- Chevalier de la Légion d'honneur (2020)[8]